# أعراض من الصنف ب
الأعراض من الصنف ب تشير إلى الأعراض الجهازية (التي تصيب أجهزة جسم الإنسان) من الحمى والتعرق الليلي وفقدان الوزن والذي قد يصاحب اللمفوما الهودجكينية واللمفوما اللاهودجكينية. وجود أو غياب الأعراض من الصنف باء له أهمية إنذارية في تصنيف مراحل هذه اللمفومات.